# Tommy Gallarda
Thomas Gallarda (Brea, 8 maggio 1988) è un giocatore di football americano statunitense che gioca nel ruolo di tight end per gli Atlanta Falcons della National Football League (NFL). Dopo non essere stato scelto nel Draft NFL 2011 firmò coi Jacksonville Jaguars. Al college ha giocato a football alla Boise State University.

## Carriera professionistica

### Atlanta Falcons
Gallarda non fu scelto nel corso del  giro del Draft 2011 ma firmò con i Jacksonville Jaguars, con cui trascorse solo la pre-stagione. In seguito passò ai Falcons senza scendere mai in campo nella sua stagione da rookie.
Il suo debutto come professionista avvenne nella settimana 1 della stagione 2012 contro i Kansas City Chiefs.

## Vittorie e premi
Nessuno

## Statistiche
| Partite totali             | 4 |
| Partite totali da titolare | 0 |
| Yard su ricezione          | 0 |
| Touchdown su ricezione     | 0 |